# Peter Woit
Peter Woit (11 settembre 1957) è un fisico statunitense, noto per le sue forti critiche alla teoria delle stringhe.

## Biografia
Woit ottenne un M.A. in fisica alla università di Harvard nel 1979, e un Ph.D. in fisica delle particelle all'università di Princeton nel 1985. Subito dopo seguì un corso di specializzazione in fisica teorica alla State University of New York e in matematica al Mathematical Sciences Research Institute (MSRI) di Berkeley. 
Dal 1989 insegna alla Columbia University, prima come professore associato e poi come Senior Lecturer e responsabile del settore computers del dipartimento di matematica.
Woit ha la nazionalità statunitense, ma ha anche un passaporto lettone. Suo padre è nato a Riga e i suoi genitori emigrarono negli Stati Uniti dopo l'occupazione sovietica della Lettonia.

## Critica della teoria delle stringhe
Woit ha dichiarato di essere contrario alla teoria delle stringhe in quanto mancante di previsioni verificabili e perché la ricerca su di essa è finanziata da denaro pubblico, nonostante il fatto che finora non abbia prodotto alcun risultato. Su questo argomento Woit ha scritto vari articoli scientifici ed ha partecipato a dibattiti pubblici. Egli sostiene che l'eccessiva attenzione mediatica e il finanziamento pubblico di questo settore particolarmente speculativo rischia di minare la fiducia della gente nella libertà della ricerca scientifica. 
Il suo blog sulla teoria delle stringhe ed altri argomenti di fisica delle particelle è intitolato "Not Even Wrong" (neanche sbagliato), frase usata da Wolfgang Pauli per definire teorie speculative scientificamente inutili. 
Nel suo articolo del 2002 "Quantum Field Theory and Representation Theory: A Sketch", Woit scrive:
()
Ha scritto il libro Not Even Wrong: The Failure of String Theory & the Continuing Challenge to Unify the Laws of Physics (Basic Books, 2006), tradotto in italiano con Neanche sbagliata. Il fallimento della teoria delle stringhe e la corsa all'unificazione delle leggi della fisica,  Codice Edizioni, (2007) ISBN 88-7578-072-2. 
È da notare che la prima parte del libro non parla della teoria delle stringhe, ma della fisica che la precede. Il libro invece, per esempio, spiega in modo accessibile ma completo il Modello Standard. Contiene anche una delle trattazioni più facili da capire della relazione tra i gruppi di Lie e la fisica delle particelle.